# Rottalhütte
La Rottalhütte (2.755 m s.l.m.) è un rifugio alpino delle Alpi Bernesi collocato nel Canton Berna.

## Caratteristiche
Il rifugio è situato sul bordo del Rottalgletscher ed ai piedi della Jungfrau e del Rottalhorn.

## Accesso
Il rifugio è raggiungibile da Stechelberg, località di Lauterbrunnen in circa 5 ore.

## Ascensioni
- Jungfrau - 4.158 m
- Äbeni Flue - 3.962 m

## Traversate
- Silberhornhütte - 2.663 m